# Пелличча, Антонио
Антонио Пелличча (итал. Antonio Pelliccia; 1 января 1921 — 24 ноября 2016) — итальянский военный деятель, историк и писатель. Занимал различные должности в итальянских ВВС и НАТО. После завершения военной карьеры стал автором многочисленных книг по истории авиации.

## Биография
Антонио Пелличча родился в Санта-Мария-Капуа-Ветере (Казерта) 1 января 1921 года. Поступил в Королевскую военно-воздушную академию Казерты, получил лицензию военного лётчика для полётов на IMAM Ro.41.
Во время Второй мировой Пелличча задействован в Северной Африке.
После перемирия между новым итальянским правительством и союзниками, подписанного 8 сентября 1943 года, присоединился к антифашистским силам. С 1944 года состоял в эскадрильи «Штормовой Балтимор», где летал на бомбардировщике Martin Baltimore.
После окончания войны Пелличча назначен вторым лейтенантом в SPE, а его эскадрилья «Штурмовой Балтимор» действовала до 1 ноября 1948 года. В это время Пелличча освоил американский самолёт P-51 Mustang.
Затем прошёл обучение на первом курсе инструкторов для инструментального полёта, которое проводилось на Moody AFB в Соединённых Штатах, после чего Пелличча был назначен главным инструктором в лётных школах итальянских ВВС. В течение трёх лет, с 1959 по 1962, входил в Консультативную группы по воздушному обучению в SHAPE , и Международную команду по подготовке лётных экипажей от НАТО.
Пелличча работал в самых различных отделах военно-воздушных сил, он посещал Военно-воздушную школу Флоренции, а затем расширенный курс ВВС США в Алабаме. Вернувшись на родину, взял на себя командование Scuola Caccia, став тогда председателем IV рабочей группы трёхстороннего военного комитета. В 1974 году назначен заместителем руководителя Колледжа обороны НАТО, базирующегося в военном городе Чекчиньола в Риме.
Позже Пелличча стал профессором в области военной авиации. Он даже являлся сотрудником Исторического управления итальянских ВВС и автором многочисленных книг и статей, опубликованных в журналах о военной истории.
Член Центра оборонных исследований Университета Генуи, Военно-исторической ассоциации, Итальянской военно-исторической комиссии.
Скончался 24 ноября 2016 в Риме.

## Интересные факты
- Боевой опыт Пелличча вдохновил Паоло Монти, также бывшего военного лётчика, на создание биографического документального фильма «В знак орла».

## Публикации
- "I sentieri sulla montagna": la standardizzazione dei metodi e sistemi di volo, Centro Cft. A.M.,  Roma, 1966.
- L'ultimo assalto, Centro Cft. A.M., Roma, 1970.
- Il dominio del cielo nell'era post-napoleonica, Centro Cft. A.M., Roma, 1970.
- Il processo per My Lai: un atto di ribellione della coscienza militare, Centro Cft. A.M., Roma, 1971.
- Amedeo Mecozzi e la dottrina di guerra aerea, Centro Cft. A.M.,  Roma, 1972.
- Quell'incerto suono di tromba: fine di una strategia?, Centro Cft. A.M., Roma, 1973.
- Il quarto conflitto arabo-israeliano: (6-25 ottobre 1973), Centro Cft. A.M.,  Roma, 1974.
- Far giustizia a Mecozzi, Centro Cft. A.M., Roma, 1974.
- La lotta nello spazio, in relazione all'evoluzione delle teorie di guerra, Stato Maggiore Aeronautica Militare, Roma, 1975.
- Difesa ancorata, difesa mobile ed elicotteri da combattimento, Centro Cft. A.M., Roma, 1976.
- Clausewitz e la strategia politico-militare sovietica, Centro Cft. A.M., Roma, 1976.
- Il dominio dello spazio: lineamenti dottrinali della guerra aerospaziale, STEM Mucchi, Modena, 1979.[8]
- Nessuno è profeta in Patria. Riflessioni sulla dottrina del Dominio dell'Aria, SIAG, Genova, 1981.
- II Periodo Epico dell'Aeronautica: profilo biografico del maresciallo dell'aria Italo Balbo, Veant, Roma, 1985.[8]
- La Regia Aeronautica: dalle origini alla seconda guerra mondiale, (1923-1943), Stabilimento grafico militare, Gaeta, 1992.[8]
- Maresciallo dell'Aria Italo Balbo, Ufficio Storico dell'Aeronautica Militare, Roma, 1998.
- Giuseppe Valle, una difficile eredità, Ufficio Storico dell'Aeronautica Militare, Roma, 1999.[8]
- Nel Segno dell'Aquila, Edizioni Innocenti, Grosseto, 2005.[8]
- Origini e sviluppo aviazione militare, Edizioni Rivista Aeronautica, Roma, 2007.
- Il mio otto settembre, Roma, 2008.
- Giulio Douhet, La vita e le opere, Cromografica Roma s.r.l., Roma, 2009.
- Nel Segno della Fenice, pubblicato in proprio, 2010.
- Le Ali di Icaro. L'Aviazione nella guerra sul mare',  pubblicato in proprio, 2013.[8]